# Studsschack
Studsschack är en schackvariant med samma schackregler som cylinderschack och med vanliga schackpjäser, med undantaget att en schackpjäs studsar mot kanten istället för att gå över till den andra sidan. De vanliga reglerna är att asymmetrisk studsning får förekomma och att samtliga kantlinjer respektive -rader är studsfält.